# キャメロン・ドラン
キャム・ドラン（Cam Dolan、1990年3月7日 - ）は、メジャーリーグラグビーニューオーリンズ・ゴールドに所属するラグビー選手。

## プロフィール
- アメリカ・フロリダ州フォートマイヤーズ出身。
- ポジションはロック(LO)、フランカー(FL)、ナンバーエイト(No.8)。
- 身長 198cm、体重 115kg
- アメリカ代表キャップは51（2020年7月現在）でラグビーワールドカップ2015・ラグビーワールドカップ2019のアメリカ代表に選ばれた[1]。

## 略歴
ノーサンプトン・セインツ、カーディフ・ブルーズ、サンディエゴ・リージョン、ノッティンガムRFCを経て、2019年、ニューオーリンズ・ゴールドに加入。